# Alice nel Paese delle Meraviglie - Il musical
Alice nel Paese delle Meraviglie - Il musical è un musical italiano nato nel 2009 da un'idea di Enrico Botta e Annalisa Benedetti.
La trama dello spettacolo è ispirata ai due libri di Lewis Carroll: Le avventure di Alice nel paese delle meraviglie e Attraverso lo specchio e quel che Alice vi trovò.

## Prima versione (2009-2010)
Debutta in Italia il musical nella sua prima versione originale prodotta da Enrico Botta Live. 
Nata da autori di Viareggio, il suo debutto è il 12 settembre 2009, in Cittadella del Carnevale di Viareggio.
Per tentare riprodurre un'atmosfera da fiaba vengono utilizzati i colori fluorescenti alla Luce di Wood, scenografie tridimensionali e giochi di proporzioni diverse fra costumi e scena.
Dopo successive repliche in Toscana le qualità creative degli autori vengono notate da Ready to Go produzione di Milano che decide di portare lo spettacolo in tour in italia.

### Cast al debutto nazionale 12 settembre 2009
| Personaggio                   | Interprete                                                                                |
| ----------------------------- | ----------------------------------------------------------------------------------------- |
| Alice Piccola                 | Alessia Torselli                                                                          |
| Alice Grande e Gatto Astratto | Annalisa Benedetti                                                                        |
| Coniglio                      | Lorenzo Biagini                                                                           |
| Cappellaio Matto              | Enrico Botta                                                                              |
| Regina di Cuori               | Erika Vecoli                                                                              |
| Bruco                         | Alessandro Del Pecchia                                                                    |
| Re di Cuori                   | Benjamin Lebigre                                                                          |
| Porta                         | Legadon Reinard                                                                           |
| Leprotto                      | Andrea Ferrari                                                                            |
| Pizzichino Pizzicotto         | Ilaria Casagrande e Sara Lombardi                                                         |
| Prof. Libeccio                | Davide De Nisco                                                                           |
| Fiori                         | Simona Giannessi, Marcello Togneri, Silvia Iacopini, Marco Pierini                        |
| Carte di Picche               | Andrea Ferrari, Marco Pierini, Marcello Togneri                                           |
| Ensemble                      | Camilla Bucci, Terry Evangelisti, Pamela Scali, Azzurra Tesconi, Simona Giannessi, Simone |

### Cast repliche Marzo-Aprile 2010
| Personaggio           | Interprete |
| --------------------- | --- |
| Alice Piccola         | Alessia Torselli |
| Alice Grande          | Annalisa Benedetti |
| Regina di Cuori       | Erika Vecoli |
| Coniglio              | Lorenzo Biagini |
| Bruco                 | Alessandro Del Pecchia |
| Cappellaio Matto      | Nicola Palladini |
| Gatto Astratto        | Alex Mastromarino |
| Re di Cuori           | Benjamin Lebigre |
| Porta                 | Legadon Reinard |
| Leprotto              | Eros Carpita |
| Pizzichino Pizzicotto | Eros Carpita, Daniela Bulleri |
| Prof. Libeccio        | Alex Mastromarino |
| Fiori                 | Simona Giannessi, Rebecca Innocenti, Erika Lissandrin, Andrea Manfredini, Marco Deri, Daniele Toscano                                                                |
| Carte di Picche       | Daniele Toscano, Marco Pierini, Daniela Bulleri |
| Tricheco              | Marcello Togneri |
| Falegname - Ghiro     | Andrea Ferrari |
| Ensemble              | Stephany Uygur, Simona Giannessi, Veronica Gabrielli, Giulia Franzese, Giulia Torrini, Valentina Cuni, Jasmin Vecoli, Lucia Bacchi, Tommaso Viviani, Daniele Balsamo |

## Seconda versione (2010-2012)
La produzione passa a Ready to Go riscrivendo una nuova versione con libretto di Eduardo Tartaglia e Enrico Botta, musiche di Giovanni Maria Lori e la regia di Christian Ginepro con la collaborazione alla regia di Enrico Botta.
La grafica, le scenografie e i costumi rimangono sempre dell'autrice Annalisa Benedetti.
In questa seconda versione viene rielaborato il testo e nell'intenzione dal regista-coreografo Christian Ginepro in collaborazione con Enrico Botta ed Eduardo Tartaglia che ne hanno curato il libretto e con il compositore Giovanni Maria Lori.
Hanno collaborato inoltre: alle liriche Antonio Torella, agli arrangiamenti musicali Marcello Toffoli, Danilo Ballo e Franco Poggiali.
Lo spettacolo è un classico family show, e le scene al Wood, cioè sfruttando la luce nera, prodotta dalla lampada di Wood, una sorgente luminosa che emette radiazioni elettromagnetiche prevalentemente nella gamma degli ultravioletti, sono di ispirazione Disneyland Paris, e al musical londinese e di Broadway: la parte jazzata ricorda Bob Fosse in primis, con All That Jazz, ma anche gli Aristogatti di disneyana memoria.
La versione di Ready to Go del musical ha debuttato per il pubblico al Teatro Nuovo di Spoleto il 10 dicembre 2010 dopo una prima a porte chiuse solo per gli addetti ai lavori e la stampa che era stata tenuta il 4 dicembre al Teatro degli Impavidi di Sarzana a chiusura dell'allestimento avvenuto nel mese di ottobre del 2010 nello stesso teatro.  
Il 6 novembre 2011 ha debuttato una seconda edizione del musical prodotta da Ready to Go al Teatro Comunale di Bolzano. 
In questa seconda stagione vi sono stati alcuni cambi nel cast. Il ruolo del Cappellaio matto è stato ricoperto da Marco Bazzoni in arte Baz. Tania Tuccinardi (già Giulietta nel musical "Giulietta e Romeo" di Riccardo Cocciante) è Alice Grande, Maurizio Semeraro è Priccio, mentre Salvatore Marchione è Quattro.

### Cast stagione 2010-2011 - Ready to Go
| Personaggio       | Interprete |
| ----------------- | --- |
| Alice Piccola     | Elena Idini, Zoe Nochi, Mariliana Petruzzi, Angelica Cinquantini                                                                           |
| Alice Grande      | Laura Galigani |
| Regina di Cuori   | Roberta Faccani |
| Coniglio          | Gabriele Foschi |
| Priccio           | Nicola Ciulla |
| Sticcio           | Diego Casalis |
| Cappellaio Matto  | Antonio Casanova |
| Quattro           | Eugenio Contenti |
| Equattro          | Daniel Favento |
| Otto, Bruco       | Marco D'alberti |
| Porta, Psichiatra | Raffaele Cutolo |
| Gatto, Vecchio    | Lorenzo Gitto |
| Ensemble          | Viola Anzilotti, Elisa Calegari, Arianna Luzi, Luca Magnoni, Davide Lovera, Giulia Fabbri, Martina Pezzoli, Selene Saieva, Marco Schiaroli |

## Numeri musicali della seconda versione -Ready to Go
Atto I
1. Ouverture - Habemus Regina
2. Basta Così!
3. Dormi
4. Il Paese delle Meraviglie
5. Priccio e Sticcio
6. Bianco
7. Questione di cuore
8. Mi Manca Lei
9. Concertato

Atto II
1. Entracte - Domani
2. Il Cappellaio
3. Il Cappellaio (reprise)
4. Un castello di carte
5. Everybody jazz now!
6. Bianco (reprise)
7. Dormi (reprise)

## Curiosità
Roberta Faccani è stata dal 2004 al 2010 la voce dei Matia Bazar.
Zoe Nochi è la nipote del pittore scultore Tore Nochi.
Nella seconda versione quando a Bianconiglio è chiesto quale genere musicale preferisce, risponde che da generazioni nella sua famiglia si ama il Jazz. È un probabile riferimento a Jazz Jackrabbit, un famoso videogioco.
Enrico Botta e Annalisa Benedetti sono anche gli ideatori e i titolari di "Biancaneve il Musical", tour nazionale 2011-2012-2013.
Angelica Cinquantini è l'interprete di Matilde nella serie "I Cesaroni".